# Trennung zwischen Staat und religiösen Institutionen

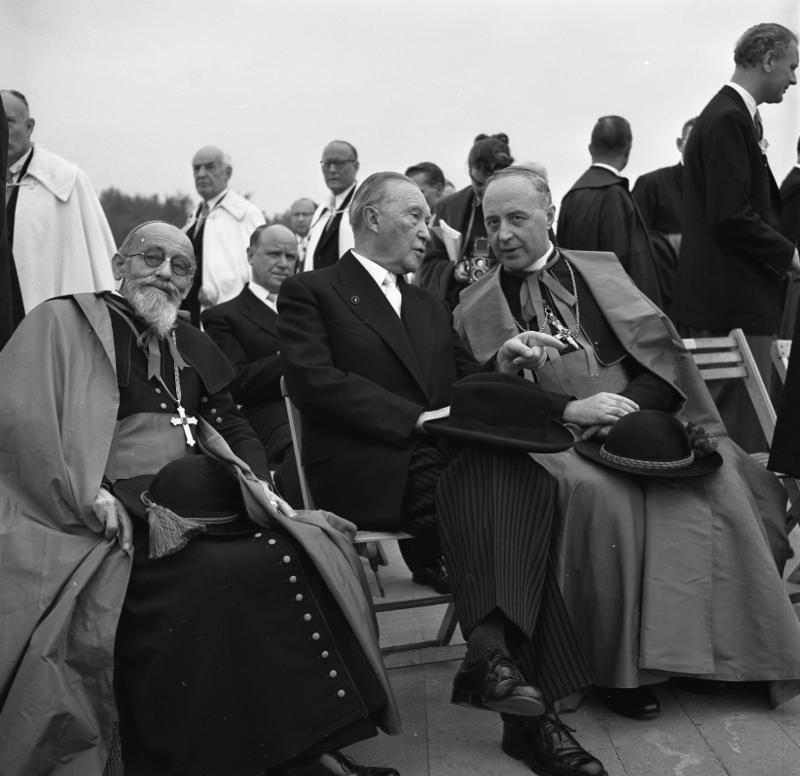
Bundeskanzler Konrad Adenauer mit katholischen Bischöfen (Köln, 1956)

Die Trennung zwischen Staat und religiösen Institutionen (im christlich-europäischen Raum bekannt als Trennung von Kirche und Staat) beschreibt die im Zuge der europäischen Aufklärung und Säkularisierung entstandenen staatskirchenrechtlichen Modelle, in denen Staat und Kirchen bzw. Religionsgemeinschaften kraft staatlicher Gesetze organisatorisch getrennt sind. Dort, wo beide Institutionen nicht voneinander getrennt sind, spricht man von Staatskirche, Staatsreligion oder Theokratie.

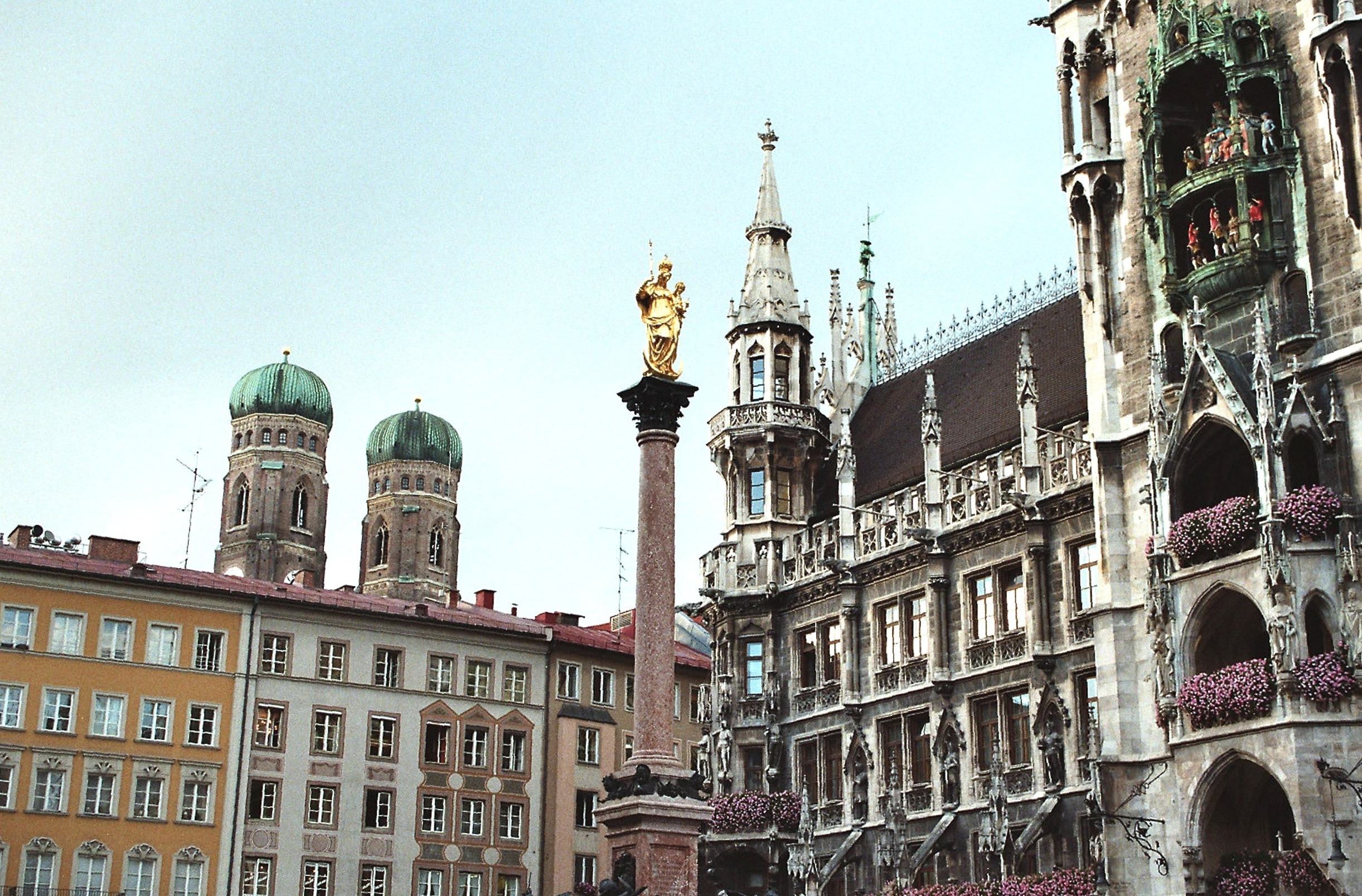
Katholische Mariensäule und Neues Rathaus in nächster Nähe (München 2006)

Die Modelle der Trennung können unterschiedlich ausgeprägt sein. Sie reichen vom Staatsatheismus – dem völligen Verbot öffentlicher Religionsausübung – über den Laizismus – die strikte Trennung – bis hin zu Kooperationsformen bei grundsätzlicher Trennung der Institutionen. Politische Theorien und Haltungen, die eine radikale Trennung zugunsten laizistischer und atheistischer Positionen in der Gesellschaft vorantreiben wollen, werden als Säkularismus bezeichnet.

## Situation in verschiedenen Staaten
Die Spannweite reicht vom völligen Religionsverbot bis hin zur Kooperation.
Während in Albanien 1968–1990 ein Verbot der Religionsausübung im öffentlichen Raum herrschte, werden in anderen Ländern Formen der Kooperation geübt, z. B. Runde Tische oder Religion als Unterrichtsfach in der Schule. Schwache Formen der Trennung bei gleichzeitiger weltanschaulicher Neutralität des Staates erlauben punktuelle Partnerschaften zwischen Staat und Religionsgemeinschaften.

### Deutschland
In Deutschland besteht laut Verfassungsrecht (Art. 137 der Weimarer Reichsverfassung, WRV, als Bestandteil des Grundgesetzes gem. Art. 140 GG) keine Staatskirche.
Die Präambel des Grundgesetzes beginnt mit den Worten: „Im Bewußtsein seiner Verantwortung vor Gott und den Menschen, …“. Das Grundgesetz ist also monotheistisch geprägt, und das Verhältnis von Kirchen bzw. Religionsgemeinschaften und Staat daher partnerschaftlich. Es gibt Konkordate und andere Staatskirchenverträge. Es gilt jedoch der Rechtsgrundsatz, dass der Staat die Religionsgemeinschaften organisatorisch einbinden, ihnen aber nicht ihre Inhalte vorschreiben kann, weil der Staat die grundgesetzlich geschützte Religionsfreiheit (Art. 4, Absatz 1 und 2 Grundgesetz) beachten muss.
Nach dem Ende des Ersten Weltkrieges und des bisherigen Systems von Staatskirchen regelte die Weimarer Nationalversammlung 1919 in der Weimarer Reichsverfassung das Verhältnis von Kirchen und Staat neu. Dabei griff diese nicht auf ein der Verfassung vorgelagertes Verständnis des Laizismus zurück, sondern schuf einen eigenen Regelungskomplex, der auf Religionsfreiheit, weltanschaulicher Neutralität des Staates und Selbstbestimmung aller Religionsgemeinschaften beruht. Die Religionsausübung wurde also nicht zur Privatsache erklärt, sondern blieb öffentliche Angelegenheit, die aber dem Staat entzogen war. Dieses Konzept wurde, zunächst 1926 von Ulrich Stutz, als „hinkende Trennung“ bezeichnet, weil die Trennung für Kooperation offen ist und diese unter Umständen geradezu erforderlich macht. Rechtlich niedergelegt wurden diese Prinzipien in den Art. 135 bis 141 Weimarer Reichsverfassung. Von diesen sind die Art. 136 bis 139 und Art. 141 durch Art. 140 des Grundgesetzes weiterhin Bestandteil des geltenden Staatskirchen- und Verfassungsrechts. Christliche Feiertage sind aufgrund der Verfassung (Art. 139 WRV) geschützt.
Neben der grundsätzlichen weltanschaulichen Neutralität des Staates, der sich mit keiner Religionsgemeinschaft identifizieren darf, entstehen „gemeinsame Angelegenheiten“ (res mixtae).
Siehe auch: Staatskirchenvertrag; Religionsprivileg; Reichskonkordat; Reichsdeputationshauptschluss; Kulturkampf; Kölner Ereignis; Schächturteil; Liste der Konfessionszugehörigkeit der Regierungschefs Deutschlands; Diskriminierung von Atheisten.

#### Kirchensteuer und Staatsleistungen
Die öffentlich-rechtlichen Religionsgesellschaften dürfen Kirchensteuern (im Falle der jüdischen Gemeinden abweichend Kultussteuer genannt) erheben. In der Praxis wird diese Steuer in den meisten Fällen von den staatlichen Finanzbehörden im Auftrag der Kirchen gegen Kostenersatz eingezogen sowie bei abhängig Beschäftigten als Quellensteuer durch die Arbeitgeber abgeführt.
Organisationen wie der Humanistische Verband Deutschlands fordern den Abbau bestimmter vermeintlicher Privilegierungen sowohl durch eine einfache Abschaffung, wie z. B. die Beendigung des staatlichen Einzugs der Kirchensteuer oder historischer Staatsleistungen, vertreten in anderen Bereichen aber auch eine Politik der Aufhebung von Privilegien durch eine Gleichbehandlung. Bisweilen wird die Kirchenfinanzierung auch vehement verteidigt, so durch Andreas Püttmann, der ihr „quasi theologische Relevanz“ zumisst, weil sie Kirche und Gesellschaft miteinander koppele.

#### Ämterkumulation in Politik und Kirche
Die politische Betätigung von Geistlichen, also die Ämterkumulation von geistlichem und weltlichem Amt, ist im Prinzip seitens der katholischen Kirche eingeschränkt. Der Priester soll „als der Zeuge der künftigen Welt eine gewisse Distanz zu jedem politischen Amt oder Einsatz wahren“. Evangelische Geistliche müssen vor einer Kandidatur auf ein öffentliches Amt ihre vorgesetzte Dienststelle informieren. Bundespräsident Joachim Gauck (2012–2017) war zuvor Pfarrer der Mecklenburgischen Landeskirche.
Andererseits gibt es in Deutschland eine rege politische Betätigung in kirchlichen Gremien. So sind hohe politische Beamte Mitglieder des Zentralkomitees der Katholiken, z. B. die Ministerpräsidenten Malu Dreyer (SPD) sowie Daniel Günther (CDU) und die ehemalige Verteidigungsministerin Annegret Kramp-Karrenbauer (CDU). Philipp Amthor (MdB, CDU) ist Mitglied des Katholikenrates Berlin. Im Rat der EKD sind die Staatssekretäre Thomas Rachel (CDU) und Kerstin Griese (SPD) vertreten.

#### Religionsunterricht
Nach dem Grundgesetz (Art. 7, Absatz 3, Satz 1 bzw. Art. 141) ist der Religionsunterricht ordentliches Lehrfach an staatlichen Schulen. Christliche Kindergärten und Schulen werden vom Staat grundsätzlich wie andere Privatschulen im Rahmen der Grundversorgung und zur Verwirklichung der Privatschulfreiheit gefördert; zum Teil ist die Förderung höher, zum Teil niedriger als die der anderen freien Träger. Etwa 10 Prozent der Schulen in Deutschland befinden sich in kirchlicher Trägerschaft.
Zu kontroversen Debatten kam es z. B. im Fall des brandenburgischen Lebensgestaltung-Ethik-Religionskunde-Unterrichts oder dem Verbot von Kruzifixen oder Kopftüchern in der Schule.
Ebenso strittig ist die Einführung des islamischen Religionsunterrichts an staatlichen Schulen; in diesem Fall vor allem deshalb, weil hierfür bisher kein Partner für den Staat zur Verfügung steht, nach dessen Glaubensgrundsätzen unterrichtet werden könnte. Deshalb sind zum Teil Formen des islamischen Religionsunterrichts entwickelt worden, bei dem allein in staatlicher Verantwortung islamische Religionslehre unterrichtet wird, was jedoch unter dem Aspekt der staatlichen Neutralität und der Trennung von Staat und Religion verfassungsrechtlich äußerst problematisch ist. Auch im Zusammenhang mit der Rede von Papst Benedikt XVI. vor dem Bundestag im Rahmen des Papstbesuchs in Deutschland 2011 kam es zu Debatten über die weltanschauliche Neutralität des Staates.

#### Staatliche theologische Fakultäten
Viele staatlich finanzierte Universitäten unterhalten theologische Fakultäten. Wegen der weltanschaulichen Neutralität des Staates muss deren Lehrkörper und inhaltliche Ausrichtung wesentlich von den Kirchen bestimmt werden. Darüber hinaus unterhalten einige Universitäten außerhalb der theologischen Fakultäten sogenannte Konkordatslehrstühle, die staatlich finanziert sind, bei deren Besetzung die römisch-katholische Kirche jedoch ein Mitspracherecht hat. Die verfassungsrechtliche Zulässigkeit der Konkordatslehrstühle ist umstritten.

#### Religiöse Symbole im öffentlichen Raum
Religiöse Symbole im öffentlichen Raum sind zulässig, stoßen jedoch vielfach im Rahmen staatlich mediatisierter öffentlicher Räume auf Ablehnung, wie der Kruzifixstreit und der Kopftuchstreit zeigen. In manchen Gerichtssälen und Schulen hängen Kreuze. Im letzteren Fall müssen sie jedoch infolge des Kruzifix-Beschlusses des Bundesverfassungsgerichts abgenommen werden, sofern sich ein Schüler in seiner (negativen) Religionsfreiheit verletzt fühlt und es sich nicht um eine Bekenntnisschule handelt.
Ab Juni 2018 muss auf Beschluss der bayerischen Staatsregierung im Eingangsbereich eines jeden Dienstgebäudes des Bundeslandes als „Ausdruck der geschichtlichen und kulturellen Prägung Bayerns“ ein Kreuz angebracht werden. Nach Kritik von Seiten der Kirchen nach dieser säkularen Umdeutung des christlichen Kreuzsymboles und einer befürchteten politischen Instrumentalisierung stellte der bayerische Ministerpräsident Markus Söder klar, dass für ihn das Kreuz „in erster Linie ein religiöses Symbol“ sei, „aber auch zu den Grundfesten des Staates“ gehöre. Eine Mehrheit der Bayern stimmt dieser Pflicht laut einer Umfrage zu. Einer anderen Umfrage zufolge lehnt eine Mehrheit der Deutschen eine solche Kreuzpflicht ab. Kritik am Verhältnis von Staat und Kirche in Deutschland gibt es seitens atheistischer, agnostischer sowie säkularer (z. B. Humanistische Union) und liberaler Kreise. Sie fordern eine Trennung von Staat und Religion im laizistischen Sinne und kritisieren, dass die christlichen Kirchen und andere Religionsgemeinschaften in Deutschland zu viel Einfluss hätten bzw. ihnen von Seiten der Politik zu viel Einfluss eingeräumt werde.

### Österreich
Die Religionsfreiheit in Österreich setzte sich überwiegend in der Zeit von 1781 bis 1919 in mehreren Schritten durch. Damit verbunden war auch die staatliche Anerkennung mehrerer Religionen (inzwischen gut zwei Dutzend Denominationen und Glaubensgemeinschaften). Die Vormachtstellung der römisch-katholischen Kirche in Österreich, Hausreligion der Habsburger und damit De-facto-Staatsreligion, und bis heute Bekenntnis der überwiegenden Mehrheit der Österreicher, wurde erst in der zweiten Hälfte des 20. Jahrhunderts sukzessive abgebaut und aus staatlichen Belangen verdrängt. Geblieben ist beispielsweise das Konkordat mit dem Heiligen Stuhl von 1933 (unter Dollfuß) als völkerrechtlicher Vertrag. Unter den bedeutenderen politischen Parteien in Österreich ist selbst die ÖVP nurmehr programmatisch und unter anderem christlich-sozial ausgerichtet.
Die nicht vollständige Trennung von Kirche und Staat findet sich heute neben der Aufsicht des Kultusamtes (derzeit am Bundeskanzleramt angesiedelt) hauptsächlich in allgemeinen Schutzregelungen, die einen Eingriff des Staates in religiöse Belange darstellen, wie dem 8. Abschnitt Strafbare Handlungen gegen den religiösen Frieden Strafgesetzbuch, darunter insbesondere das Verbot der Herabwürdigung religiöser Lehren („Blasphemieparagraph“), oder gewährleisteten Schutz- und Sonderrechten im Zuge der staatlichen Anerkennung, die sich primär auf öffentlich-rechtliche Angelegenheiten wie Religionsunterricht, Subventionierung für Wohltätigkeit, Vertretung in öffentlich-rechtlichen Medien (Religionssendungen) und Ähnliches beziehen. Auch die gesetzlichen Feiertage sind noch durchwegs katholisch (Artikel IX Konkordat 1933).

### Schweiz
In der Schweiz gibt es keine vollständige Trennung von Religion und Staat. Art. 15 der Bundesverfassung garantiert zwar die Glaubens- und Gewissensfreiheit: Jede Person hat das Recht, ihre Religion und ihre weltanschauliche Überzeugung frei zu wählen, niemand darf gezwungen werden, einer Religionsgemeinschaft beizutreten oder anzugehören. Doch die Präambel der Bundesverfassung beginnt mit „Im Namen Gottes des Allmächtigen …“ Der Text der aktuellen Nationalhymne ist der von Religiosität und Patriotismus inspirierte „Schweizerpsalm“.
Die nähere Ausgestaltung des Verhältnisses zwischen Kirche und Staat ist gemäß Art. 72 BV Sache der Kantone. Jeder Kanton regelt diese Beziehung vor dem Hintergrund seiner Geschichte und unterschiedlich ausgeprägter Ver- bzw. Entflechtung anders. So werden in vielen Kantonen die Mitgliederbeiträge öffentlich-rechtlich anerkannter Religionsgemeinschaften als Kirchensteuer über die Steuerrechnung eingezogen sowie aber auch in den Kantonen Genf und Neuenburg eine juristische Trennung zwischen religiösen Einrichtungen und dem Staat besteht.

#### Geschichtliche Entwicklung
Infolge der Kirchenspaltung während der Reformation und Gegenreformation in der Schweiz verstärkte der Staat (die Kantone) seine Kontrolle über die Kirche. In den reformierten Kantonen übernahm der Staat die Oberaufsicht über die Kirchenorganisation und eignete sich die Kirchengüter an, womit er bisher kirchliche Aufgaben im Sozialwesen und auf kulturellem Gebiet finanzierte. Es gab in den meisten Kantonen keine Religionsfreiheit. Im 17. Jahrhundert verfestigte sich in den meisten reformierten Orten das Staatskirchentum. Auch in den römisch-katholisch bleibenden Kantonen verstärkte der Staat die Kontrolle über die Kirche, jedoch im Sinn einer Abwehrmaßnahme gegen den neuen Glauben.
Erst die Verfassung der Helvetischen Republik von 1798 sah die Gewissens- und Kultusfreiheit vor. Die Geistlichen wurden vom politischen Leben ausgeschlossen, die Klöster enteignet und die Aufnahme von Novizen verboten. Mit der Mediationsakte von 1803 erhielten die Kantone wieder die Zuständigkeit für die kirchlichen Angelegenheiten, wobei für jeden infolge der neuen Grenzziehungen eine oder zwei Staatsreligionen (die reformierte, die römisch-katholische oder beide) festgesetzt und die Restituierung der Klostergüter vorgeschrieben wurden.
Der Sonderbundskrieg von 1847 brachte den Sieg der liberalen Kantone und die Durchsetzung einer bundesstaatlichen Ordnung. Die Bundesverfassung von 1848 überließ jedoch das Kirchenwesen weiterhin der Zuständigkeit der Kantone. Sie begnügte sich im Wesentlichen mit der Garantie der Kultusfreiheit für die beiden Hauptkonfessionen in der ganzen Schweiz, dem Verbot des Jesuitenordens und dem Ausschluss der Geistlichen aus National- und Bundesrat.
Im Zusammenhang mit dem Kulturkampf dehnte dann die Bundesverfassung von 1874 diese staatskirchenrechtlichen Rahmenbestimmungen noch aus: Sie gewährleistete einerseits den allgemeinen Grundsatz der Religionsfreiheit sowie das Recht auf Ehe (bei Verstaatlichung des Zivilstandswesens), andererseits wurden die gegen die gegen die römisch-katholische Kirche gerichteten Ausnahmeartikel erst 1973 abgeschafft. Fragen der Bistumsorganisation regelten die Kantone mit dem Heiligen Stuhl in Konkordaten. In traditionell reformierten, von den Liberalen regierten Kantonen erfolgte eine Demokratisierung der Kirchenorganisation. Aus der von einer konfessionell verpflichteten Obrigkeit geleiteten Staatskirche wurde eine den liberal-demokratischen Ordnungsprinzipien entsprechende Landeskirche, welcher der Staat eine gewisse Autonomie zuerkannte. In römisch-katholischen Gebieten gelang es liberalen Regierungen unter Duldung durch den Apostolischen Stuhl, in den römisch-katholischen Kirchen neben der kanonischen Ordnung ebenfalls staatskirchenrechtliche Strukturen (Kirchgemeinden) einzurichten.
Nach dem Zweiten Vatikanischen Konzil entspannte sich das Verhältnis zur römisch-katholischen Kirche sowohl in politisch-liberalen wie in kirchlich-reformierten Kreisen. Dies führte 1973 zur Aufhebung zweier konfessioneller Ausnahmeartikel (Verbot des Jesuitenordens und der Errichtung neuer Klöster). 1999 wurde das Wahlverbot für Geistliche aufgehoben und schließlich 2001 der Bistumsartikel (Errichtung neuer Bistümer nur mit Genehmigung des Bundes) aus der Bundesverfassung gestrichen.
Am 2. März 1980 stimmte die Schweizer Bevölkerung über eine Volksinitiative „betreffend der vollständigen Trennung von Staat und Kirche“ durch Änderung des Art. 51 der (alten) Bundesverfassung ab. Der Empfehlung des Parlaments, die Initiative abzulehnen, folgte eine klare Mehrheit von 78,9 Prozent der Stimmen sowie alle Stände. Eine Trennung auf kantonaler Ebene wurde im Kanton Zürich am 4. Dezember 1977 mit 73 % Nein-Stimmen und ein zweites Mal am 24. September 1995 mit 64,8 % Nein-Stimmen verworfen.
Das Bundesgericht beurteilte 1990 Kruzifixe in Klassenzimmern als Verstoß gegen die Pflicht zur religiösen Neutralität an öffentlichen Schulen (BGE 116 Ia 252 ff.).
Am 29. November 2009 haben die Schweizer Stimmberechtigten mit 57 % der Stimmen und 19 ½ Ständen einem neuen Ausnahmeartikel (Art. 72 Abs. 3 BV) in der Bundesverfassung zugestimmt (Minarettverbot).

#### Regelung auf kantonaler Ebene
In allen Schweizer Kantonen – außer den Trennungskantonen Genf und Neuenburg – gilt ein System der staatlichen Kirchenhoheit, auch Landeskirchentum genannt. Im Unterschied zum Staatskirchentum berücksichtigt es die Zweckverschiedenheit von Staat und Kirche. Im Unterschied zum System der Trennung bleiben die Kirchen mit dem Staat verbunden, der Staat verhält sich jedoch religiös neutral. Er erkennt die Religionsgemeinschaften als Körperschaft des öffentlichen Rechts („Landeskirchen“) an und zeigt damit, dass er deren Aufgaben als wichtig einstuft.
Welche Rechte und Pflichten im Einzelnen mit der öffentlich-rechtlichen Anerkennung verbunden werden, kann von Kanton zu Kanton verschieden sein. Verallgemeinernd war in den traditionell reformierten Kantonen lange Zeit eher eine engere Bindung der einstigen Staatskirche an den Staat festzustellen, während die römisch-katholischen Kantone den Kirchen mehr Freiheit für ihre Selbstorganisation gewähren. In jüngerer Zeit wurden diese Verbindungen aber in fast allen Kantonen deutlich gelockert; besondere staatliche Kirchengesetze gibt es nur noch in drei reformiert geprägten Kantonen, nämlich Bern, Waadt und Zürich.
Die meisten Kantonsverfassungen schreiben aber – in eigentlich protestantisch-landeskirchlicher Tradition – den öffentlichrechtlich anerkannten Kirchen vor, sich demokratisch zu organisieren. Für die römisch-katholische Kirche führt dies zu einem „dualen System“: neben den nach Staatskirchenrecht demokratisch organisierten Kirchgemeinden existiert die nach kanonischem Recht funktionierende, nicht demokratische Leitungsstruktur mit Papst, Bischöfen und Pfarrern, die für Seelsorge, sakramentale und pastorale Belange zuständig sind. Diese Parallelorganisation führt manchmal zu innerkirchlichen Spannungen wie zum Beispiel bei Pfarrwahlen, so etwa im Fall Röschenz.
In der Regel haben die anerkannten Religionsgemeinschaften das Recht, auf der Basis der staatlichen Steuerveranlagung Kirchensteuern zu erheben. Die Kantone mit Ausnahme von Basel-Stadt übernehmen das Steuerinkasso. Außer in den Kantonen Aargau, Appenzell Ausserrhoden, Basel-Stadt, Genf, Neuenburg, Schaffhausen, Tessin, Waadt und Wallis werden in den übrigen 17 Kantonen auch juristische Personen obligatorisch der Kirchensteuer unterworfen. Im Gegensatz zu den natürlichen Personen können sie sich davon nicht durch Kirchenaustritt befreien. Das Bundesgericht hat mehrfach entschieden, letztmals im Juni 2000 (BGE 126 I 122), dass sich juristische Personen nicht auf die Glaubensfreiheit berufen können. In der Rechtslehre wird dies allerdings zunehmend kritisiert.
In vielen Kantonen haben die anerkannten Religionsgemeinschaften das Recht, Räume an den öffentlichen Schulen für ihren Religionsunterricht zu nutzen.
Der Staat finanziert die theologischen Fakultäten an den staatlichen Universitäten; evangelische theologische Fakultäten gibt in Basel, Bern, Genf, Lausanne, Neuenburg und Zürich, Fakultäten für katholische Theologie in Freiburg und Luzern sowie das Departement für Christkatholische Theologie der Universität Bern. Daneben gibt es in kirchlicher Trägerschaft die Theologische Hochschule Chur, die vom Kanton finanziell unterstützt wird.
Alle Kantone außer Genf und Neuenburg haben die evangelisch-reformierte und die römisch-katholische Kirche, neun Kantone außerdem die christkatholische Kirche öffentlich-rechtlich anerkannt. Die fünf Kantone Basel-Stadt, Bern, Freiburg, St. Gallen und Zürich gewähren auch den jüdischen Gemeinden den öffentlich-rechtlichen Status; in Zürich beantragten ihn nur zwei der vier Gemeinden. Alle anderen Religionsgemeinschaften haben sich privatrechtlich als Vereine oder Stiftungen zu organisieren. In Basel-Stadt und der Waadt genießen auch gewisse islamische Gemeinden eine offizielle, die sogenannte „kleine Anerkennung“ vonseiten des Staates, als weiterer Kanton soll Neuenburg zu dieser Gruppe stoßen (Stand 2016).

#### Spezielle Regelungen
Neuenburg und Genf: Nur die Kantone Genf und Neuenburg kennen eine weitgehende Trennung von Kirche und Staat, Genf seit 1907, Neuenburg seit 1941. Da die Kirchensteuer in beiden Kantonen zwar vom Staat eingezogen, jedoch freiwillig ist, erweist sich die Finanzierung der Kirchen als schwierig. Die Trennung von Kirche und Staat sowie die Laizität des Staates sind in der revidierten Neuenburger Verfassung von 2000 explizit festgeschrieben. Trotzdem wurden 2001 in einem Konkordat die reformierte, die römisch-katholische und die christkatholische Kirche als von öffentlichem Interesse anerkannt und ihnen eine jährliche Subvention von insgesamt 1,5 Millionen Franken zugesprochen.
Im Kanton Waadt war die reformierte Kirche ab 1885 Staatskirche. Mit der neuen Verfassung von 2003 wurde sie selbständig und erhielt – wie neu auch die römisch-katholische Kirche – öffentlich-rechtliche Anerkennung. Die beiden Kirchen werden weitgehend aus den ordentlichen Staatssteuern finanziert, so dass sowohl die natürlichen wie auch die juristischen Personen indirekt an ihrer Finanzierung beteiligt sind. Wer keiner der beiden Kirchen angehört, kann den Kirchgemeindeanteil (Kultuskosten) seiner Gemeindesteuern zurückverlangen, nicht aber den kantonalen Steueranteil.
Im Kanton Bern werden die Pfarrerinnen und Pfarrer der drei Landeskirchen (reformierte, römisch-katholische und christkatholische Kirche) durch den Staat besoldet, also aus allgemeinen Steuergeldern, nicht aus der Kirchensteuer. Im Gegenzug müssen deren Stellen durch das Kantonsparlament bewilligt werden. Die jüdischen Gemeinden Biel und Bern sind als „Jüdische Gemeinden im Kanton Bern“ seit 1997 öffentlich-rechtlich anerkannt und den Landeskirchen weitgehend gleichgestellt. Der Rabbiner wird vom Kanton besoldet.
Bistum Basel: Die Finanzierung der Bistumseinrichtungen der katholischen Kirche erfolgt mit Hilfe konkordatär mit den Kantonen vereinbarter Staatsleistungen sowie seit 1971 durch Beiträge der kantonalen Landeskirchen.

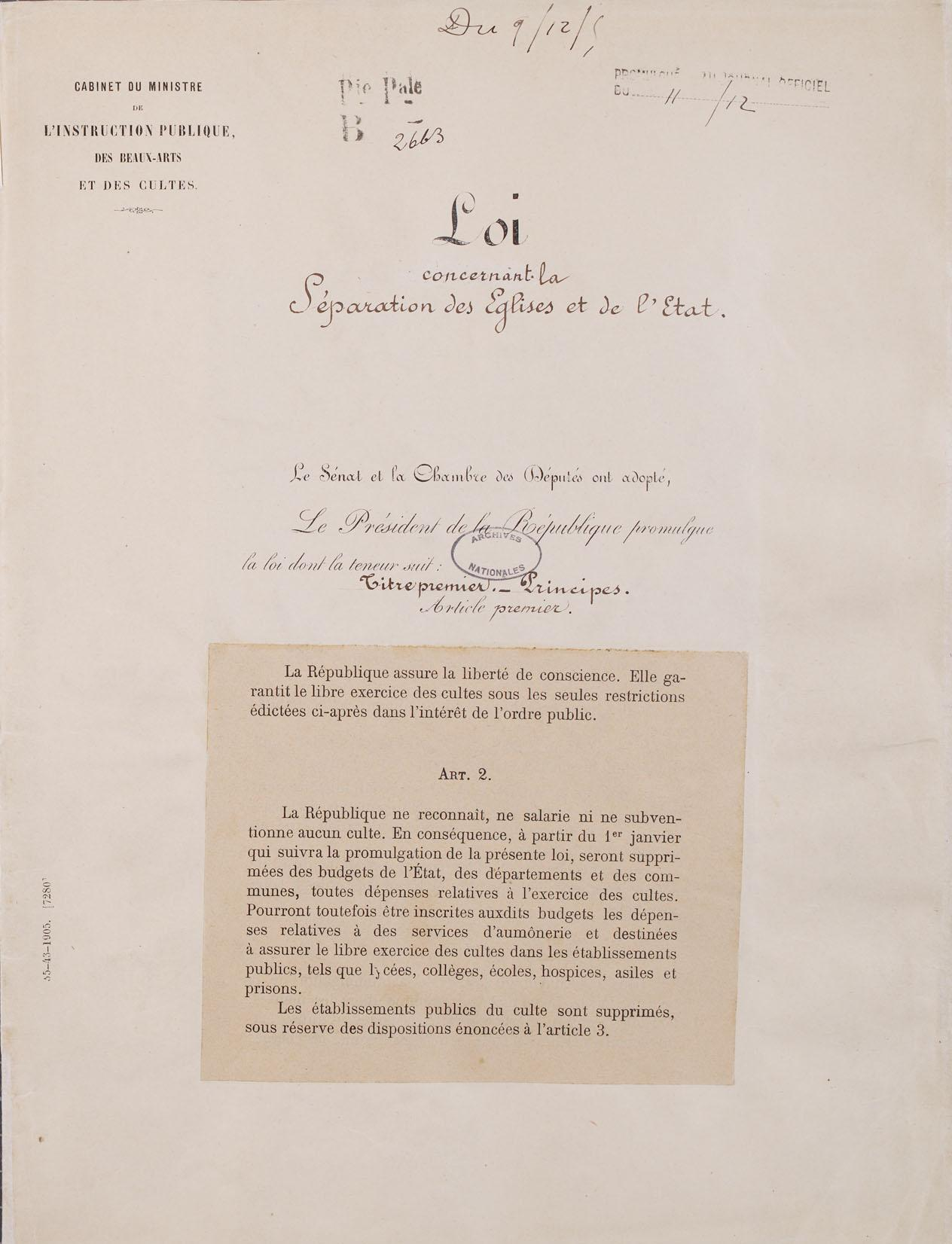
Seit der Einführung des „Gesetzes zur Trennung der Kirchen und des Staates“ im Jahr 1905 ist der Staat Frankreich von religiösen Institutionen weitgehend getrennt.

### Frankreich
Frankreich ist seit dem Jahr 1905 ein laizistischer Staat (allerdings wird der Terminus der Laizität erst in der Verfassung der Vierten Republik von 1946 zum ersten Mal erwähnt), in dem die Trennung von Kirche und Staat vergleichsweise weit geht. Religiöse Symbole in staatlichen Einrichtungen (auch an der Schule) sind zum Beispiel grundsätzlich nicht zulässig.

#### Entwicklung seit der Revolution
In Frankreich beschloss der Nationalkonvent während der Französischen Revolution im Rahmen der Entchristianisierung am 18. September 1794 die Trennung von Kirche und Staat. Dieser radikale Schritt wurde aber von der übergroßen Mehrheit der Franzosen, die der römisch-katholischen Kirche verbunden waren, abgelehnt und bald rückgängig gemacht: Am 15. Juli 1801 schloss Napoleon mit dem Kirchenstaat ein Konkordat. Es betraf die Beziehungen zwischen der französischen Regierung und der römisch-katholischen Kirche. 1802 erlassene organische Artikel regelten den Umgang mit der Religionsausübung in ganz Frankreich; sie galten bis 1905.
In der zweiten Hälfte des 19. Jahrhunderts bis zum Beginn des 20. Jahrhunderts herrschte in der römisch-katholischen Kirche der Antimodernismus. Diese Strömung wandte sich – ausgehend von Dekreten Papst Pius IX. – u. a. gegen gesellschaftliche und politische Reformen zur Durchsetzung von Menschenrechten und Demokratie.
Obwohl seit dem Beginn der Dritten Republik im Jahr 1870 immer wieder das Vorhaben bestand, die religiösen Einrichtungen vom Staat zu trennen, kam es anfangs bloß zu Veränderungen im Schulwesen. Unter der Ägide des damaligen Bildungsministers Jules Ferry wurden demnach ab dem Jahr 1881 die Schulen in Frankreich nicht nur für alle Kinder kostenlos, sondern sie wurden auch weitgehend von religiösem Einfluss befreit.

#### Gesetz zur Trennung von Kirche und Staat (1905)
Im Jahr 1905 kam es – nicht zuletzt infolge der Dreyfus-Affäre – mit dem Gesetz zur Trennung von Kirche und Staat zur völligen rechtlichen Trennung von Kirche und Staat. Nachdem nach langen und hitzigen Debatten sowohl die französische Abgeordnetenkammer am 3. Juli als auch der Senat am 6. Dezember dem Gesetzesvorhaben zugestimmt hatten, erlangte es Gesetzeskraft. Ausgenommen hiervon sind die Départements Moselle, Bas-Rhin und Haut-Rhin, die zu diesem Zeitpunkt nicht zu Frankreich, sondern von 1871 bis 1918 – als Reichsland Elsaß-Lothringen – zum Deutschen Reich gehörten; ihnen wurde in staatskirchenrechtlicher Hinsicht im Repatriierungsgesetz die Weitergeltung des lokalen Rechts (Droit local en Alsace et en Moselle) und damit der Status des napoleonischen Konkordats von 1801 gewährt. Somit sind römisch-katholische, evangelisch-lutherische und evangelisch-reformierte Pfarrer sowie Rabbiner in diesen drei Départements bis heute Staatsbeamte.
In Folge der Trennung von Staat und Kirche wurden alle Kirchengebäude zu öffentlichem Eigentum erklärt: Kathedralen fielen an den Staat, Pfarrkirchen und Kapellen an die Kommunen. Dadurch, dass die Kirchen nun nicht mehr autonom über ihre Gebäude verfügen können, sondern bezüglich der Nutzung immer in gewissem Maß von Staat und Kommunen abhängig sind, ergab sich eine Unterordnung der Kirchen unter den Staat.
Die Kirchen sind seit 1905 auf den kultischen Bereich beschränkt. Sozialkaritative Aufgaben müssen durch eigenständige Organisationen erledigt werden; ein solches Beispiel ist das Flüchtlingshilfswerk der Église Reformée, CIMADE.

### Polen

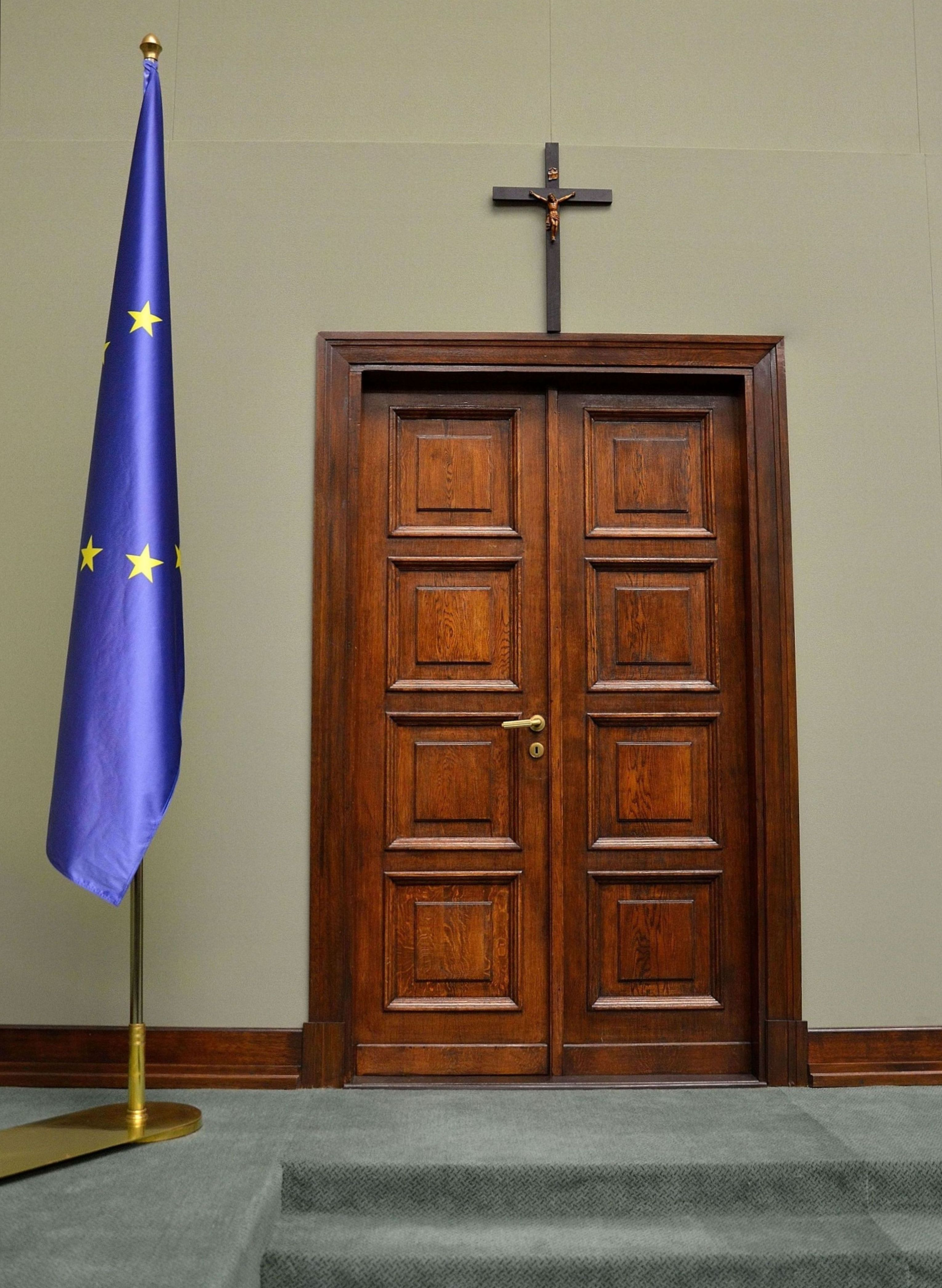
Kruzifix über der Eingangstür im Plenarsaal des Sejm

Nach der Wiedererrichtung Polens 1918 wurde in der polnischen Verfassung vom 17. März 1921 im Art. 114 eine besondere Nähe zwischen dem Staat und der römisch-katholischen Kirche verankert, indem diese als „führende unter den gleichberechtigten Konfessionen“ bezeichnet wurde. Artikel 54 schränkte durch den Wortlaut der Vereidigungsformel die Zugänglichkeit zum Amt des Präsidenten auf trinitaristische Christen implizit ein. Dies wurde im Artikel 19 der Verfassung vom 23. April 1935 sinngemäß beibehalten, darüber hinaus galten gemäß dem Art. 81 Abs. 3 auch die Bestimmungen des Art. 114 der früheren Verfassung fort. Die Novelle vom 19. Februar 1947 setzte die vorgenannten Bestimmungen außer Kraft und setzte sich ansonsten nicht mit dem Verhältnis des Staates und der Kirche auseinander.
In der Volksrepublik Polen war von 1952 bis 1997 eine ausdrückliche Trennung von Kirche und Staat im Art. 70 Abs. 2 Satz 1 der Verfassung vom 22. Juli 1952 verankert.
Mit dem Inkrafttreten der Verfassung vom 2. April 1997 wurde die Trennung von Kirche und Staat zugunsten den im Artikel 25 Abs. 3 formulierten im gegenseitigen Verhältnis wirkenden Grundprinzipien der „Autonomie“ (poln. autonomia), „Souveränität“ (niezależność) und des „Zusammenwirkens“ (współdziałanie) aufgehoben. Ergänzt werden diese durch ein einseitiges Gebot zur „Unparteilichkeit“ (bezstronność) des Staates in Bezug auf Religion und Weltanschauung (Art. 25 Abs. 2). Es wird in der Verfassung zwischen Kirchen und „anderen Religionsgemeinschaften“ unterschieden, diese genießen jedoch gemäß Art. 25 Abs. 1 gleiche Rechte; nichtreligiöse Weltanschauungsgemeinschaften sind allerdings diesen nicht im Verfassungsrecht gleichgestellt. Darüber hinaus wird dem besonderen Verhältnis zwischen dem Staat und der römisch-katholischen Kirche mittels der Hervorhebung des gegenseitigen Verhältnisses durch den Art. 25 Abs. 4 Rechnung getragen.
Der Artikel 53 der Verfassung regelt neben den religiösen und weltanschaulichen Rechte der Bürger weitere Sachverhalte zum Verhältnis des Staates und der Kirche. Im Abs. 2 ist dort das Recht zum Besitz von Tempeln sowie anderen Kultuseinrichtungen und im Abs. 4 der Religionsunterricht verankert. Demnach ist es zulässig, dass die Religion der Kirchen und anderen öffentlich anerkannten Glaubensgemeinschaften – nicht jedoch die Weltanschauung der nichtreligiösen Weltanschauungsgemeinschaften – in den Schulen unterrichtet wird. Dabei lässt der Artikel 53 Abs. 4 offen, ob der Religionsunterricht auch zu einem ordentlichen bzw. pflichtigen Fach erklärt werden darf. Gleichzeitig legt er nicht fest, ob den Kirchen und Glaubensgemeinschaften ein Anspruch auf Religionsunterricht zusteht. Der Staat übt keine Hoheit über die Unterrichtsinhalte und Ausbildung der Lehrer aus und überlässt diese den Konfessionen.
Aus dem Artikel 53 Abs. 7 der Verfassung ergibt sich, dass die Kirchenmitgliedschaft nicht von der staatlichen Seite personenbezogenen registriert werden darf, daher wird sie nur von den Kirchen und „anderen Religionsgemeinschaften“ erfasst. Die kirchlich eingetragene Mitgliedschaft ergibt für die betroffenen Personen, dass das gegenseitige Verhältnis zwischen denen und der Kirche, z. B. bezogen auf den Datenschutz, vom Staat als eine innerkirchliche Angelegenheit angesehen wird. Neuere Rechtsprechung erläutert, dass die römisch-katholische Kirche vielmehr selber bestimmen darf, wer ihr Mitglied ist und wer nicht. Dadurch betroffen sind auch Personen, welche ihren Austritt erklären und ihre Mitgliedschaft verneinen. Aus kirchlicher Sicht, die bezogen auf den Datenschutz vom polnischen Staat explizit mitgetragen wird, ist der Kirchenaustritt nicht möglich. Die Zulässigkeit einer Verfassungsklage durch die Betroffenen wurde vom Gericht verneint. Mit einer weiteren Anordnung des Verwaltungsgerichts Oppeln vom 21. Januar 2013 wurde ausdrücklich darauf hingewiesen, dass auch eine gemäß dem kanonischen Recht durchgeführte Apostasie keinen für die staatliche Seite wirksamen Kirchenaustritt mit öffentlich-rechtlichen (z. B. datenschutzrechtlichen) Folgen darstellt.
Das am 28. Juli 1993 von Krzysztof Skubiszewski, Außenminister des geschäftsführenden Kabinetts Suchocka unterschriebene, jedoch wegen der verfassungsrechtlichen Bedenken erst 1998 unter den neuen Verfassung ratifizierte Konkordat räumt der römisch-katholischen Kirche besondere Rechte ein, die nur teilweise auf Grundlage von Gesetzen auf andere Kirchen und „andere Religionsgemeinschaften“ ausgeweitet wurden. Unter anderem werden neben der Finanzierung des Religionsunterrichtes dem polnischen Staat die Unterhaltung der katholischen theologischen Lehrstühle in Krakau und Lublin sowie des römisch-katholischen (neben dem orthodoxen und evangelischen) Militärordinariats auferlegt. Die Alleinstellung der römisch-katholischen Kirche manifestiert sich auch dadurch, dass die römisch-katholisch-kirchliche Eheschließung – nicht jedoch die anderer Konfessionen – zivilrechtliche Folgen entfaltet und die römisch-katholischen Priester in dieser Hinsicht mit den Standesbeamten gleichgestellt sind.
Aufgrund einer Verordnung des Bildungsministeriums dürfen in Polen in allen öffentlichen Schulen Kreuze aufgehängt werden und diese sind meistens auch vorhanden. In der Nacht vom 19. auf 20. Oktober 1997 wurde von den nationalkonservativen Abgeordneten Tomasz Wójcik und Piotr Krutul im Plenarsaal des Sejm ein Kruzifix aufgehängt. Es befindet sich dort bis heute, allerdings nach wie vor ohne Rechtsgrundlage. Ferner enthält das Parlamentsgebäude eine römisch-katholische Kapelle.

### Portugal
1910 fiel in Portugal die Monarchie; die Erste Portugiesische Republik (1910–1926) entstand.
Mit dem „Gesetz der Trennung“ (lei da separação) wurde die Trennung von Staat und Kirche festgeschrieben. Das Gesetz versuchte, die römisch-katholische Kirche der Aufsicht des Staates zu unterstellen und führte so in den Gegensatz mit dem Vatikan. Am 24. Mai 1911 verdammte der Vatikan in der Enzyklika Iam dudum in Portugal das neue Gesetz. Später wurden die diplomatischen Beziehungen zum Vatikan abgebrochen. Die Kirchenfrage sollte die ganze Politik der frühen Republik bestimmen.

### Russland bzw. Sowjetunion

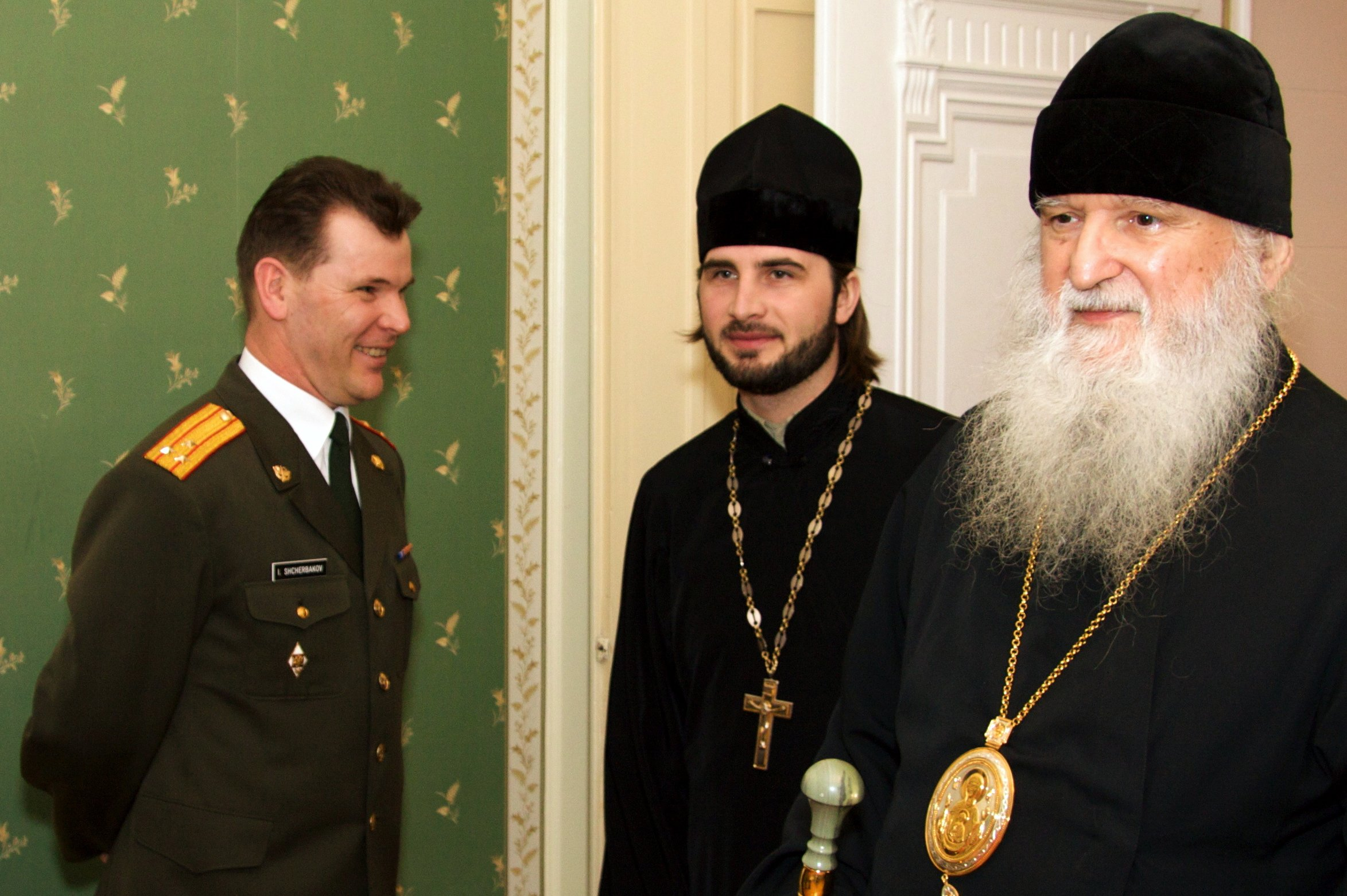
Militär und Klerus in Russland (2006)

In Russland kam es nach der Oktoberrevolution zu einer radikalen Trennung von Staat und Kirche. Der Rat der Volkskommissare verfasste unter Lenin am 5. Februar 1918 ein Dekret Über die Trennung der Kirche vom Staat und der Schule von der Kirche. Diese Trennung war eine einseitige Trennung der Kirche vom Einfluss auf den Staat und ging nicht einher mit einer Trennung des Staates vom Einfluss auf die Religionen, also einer freien Religionsausübung. Vielmehr gab es bis zum Zweiten Weltkrieg eine weltanschaulich motivierte intensive Verfolgung jeglicher Religion (→ Christenverfolgung#Sowjetunion). An die Stelle der russisch-orthodoxen Staatsreligion trat die Staatsweltanschauung des Marxismus-Leninismus.
Seit dem Zerfall der Sowjetunion 1990/91 ist die Trennung von Staat und Religion oder Weltanschauung weitgehend durchgeführt. Aus der christlich-orthodoxen Prägung Russlands und der Eigenschaft einer Nationalkirche ergibt sich eine gemessen an westeuropäischen Standards hohe Identifikation des russischen Staates mit der russisch-orthodoxen Kirche. Eine hohe Identifikation lässt sich auch in anderen Staaten mit orthodoxer Prägung beobachten.

### Türkei
Die Republik Türkei ist seit ihrer Gründung im Oktober 1923 formal laizistisch und kemalistisch geprägt. Die Trennung von Staat und Religion wird in Art. 2, die Religionsfreiheit in Art. 24 der Verfassung festgehalten.
Seit der Machtübernahme der islamisch-konservativen AKP 2002 kommt es jedoch zu einer stärkeren Reislamisierung der Gesellschaft in der Türkei.
In der Praxis gibt es – auch schon lange vor der AKP-Regierungszeit – enge Verbindungen zwischen dem Staat und dem sunnitischen Islam. Die Verwaltung der sunnitischen Einrichtungen obliegt einer dem Amt des türkischen Ministerpräsidenten angegliederten und damit dem jeweils amtierenden Ministerpräsidenten unterstehenden staatlichen Religionsbehörde, dem mit weitreichenden Befugnissen ausgestatteten Präsidium für religiöse Angelegenheiten, de facto ist der sogenannte Laizismus der Türkei seit den Zeiten Atatürks eine Unterwerfung der Religion unter den Primat der herrschenden Politik.
Von den christlichen Konfessionen werden allein die griechisch-orthodoxe Kirche und die Armenische Apostolische Kirche anerkannt. Die von Staates wegen erfolgte Schließung der beiden theologischen Seminare, des Seminars von Chalki und des Surp Haç Ermeni Lisesi, verunmöglicht die Ausbildung christlicher Geistlicher im Land.

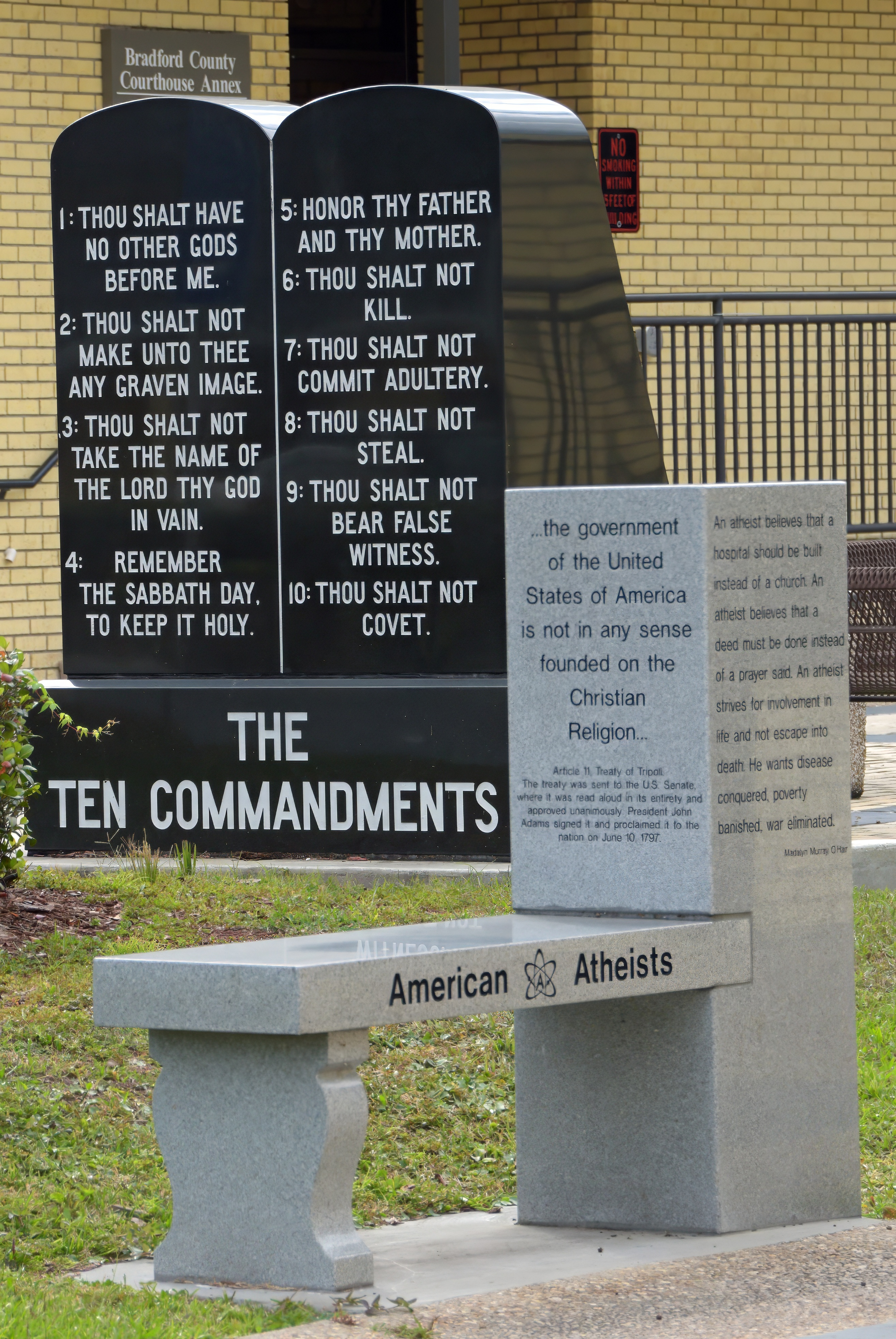
Die 10 Gebote vor dem County Seat von Bradford County (Florida), davor ein Denkmal der American Atheists für die Trennung von Staat und Religion

### USA
In den USA geht die Trennung von Kirche und Staat (englisch Separation of church and state) auf die Baptisten zurück. Puritanische Glaubensflüchtlinge besiedelten Neu-England; in ihren Siedlungsgebieten dominierten sie Staat und Kirche. So verwehrte Massachusetts Andersgläubigen wie den Quäkern die Niederlassung. Diesen wurde von England ein Koloniegebiet weiter im Westen zugewiesen, woraus Pennsylvania entstand.
Der Jurist und Geistliche Roger Williams (1603–1683) plädierte in Boston gegen die Einmischung des Staates in die Kirche und umgekehrt. Er wandte sich vom Alt-Puritanismus ab und war einer der Gründer des Baptismus. Williams gründete 1636 Rhode Island; dort wurde die Glaubensfreiheit und damit die Niederlassungsfreiheit ungeachtet der Konfession eines Siedlers von Beginn an konsequent umgesetzt. Dieses Vorbild übernahmen alle Staaten der späteren USA und auch viele andere Staaten. Konkreter Anlass für die Umsetzung der Toleranz waren die Zuwanderungswellen von Evangelischen verschiedener Kirchen wie auch Katholiken als Folge der Verarmung großer Bevölkerungsschichten in Europa (unter anderem durch Bevölkerungswachstum, Missernten und politische Unzufriedenheit, die sich z. B. 1848/49 entlud) und dem Voranschreiten der Industrialisierung und dem damit verbundenen Strukturwandel.
Einerseits ist in den USA die strikte Trennung von Staat und Kirche im Artikel VI der Verfassung und im ersten Verfassungszusatz (First Amendment) festgeschrieben. Darüber hinaus gibt es weder Religionsunterricht in staatlichen Schulen noch staatliche finanzielle Unterstützung noch Steuereinzug für Kirchen oder religiöse Privatschulen. Weihnachten ist dort der einzige staatliche Feiertag mit christlichem Ursprung. Andererseits ist das öffentliche Leben von einer akonfessionellen, aber christlich orientierten Zivilreligion geprägt; auf den Geldscheinen steht seit 1955 In God we trust. Heftige, stark politisierte Diskussionen und Rechtsstreitigkeiten über die Grenzen der Trennung hat es in der amerikanischen Öffentlichkeit häufig gegeben. Dass die Bush-Regierung Bildungsgutscheine auf Kosten der Steuerzahler für den Besuch von privaten (oftmals kirchlichen) Schulen ausgab und Sozialprogramme in kirchlicher Trägerschaft (sog. faith-based initiatives) staatlich subventionierte, wurde von Teilen der Öffentlichkeit und von Organisationen wie der American Civil Liberties Union heftig kritisiert.